# Liste jiddischer Historiker

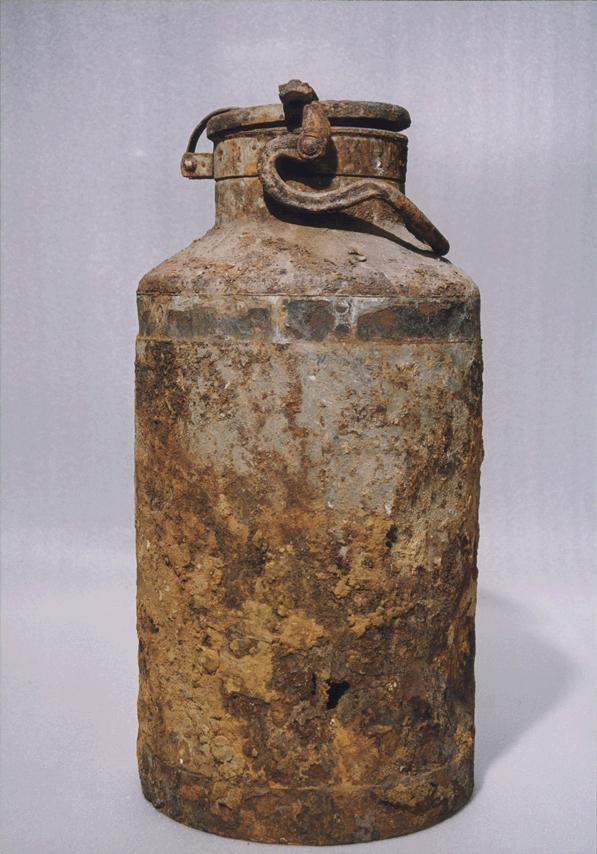
Eine der Milchkannen, in denen das Ringelblum-Archiv versteckt wurde.

Dies ist eine Liste jiddischsprachiger Historiker, d. h. von Historikern, die ihre wichtigsten Beiträge oder wichtige Arbeiten ganz oder teilweise in der jiddischen Sprache geleistet haben.

## Kurzeinführung
Ein bekannter jiddischsprachiger  Historiker ist beispielsweise Emanuel Ringelblum, der im Warschauer Ghetto das Oneg-Schabbat-Archiv gründete.
In seinem Buch The Yiddish Historians and the Struggle for a Jewish History of the Holocaust (Die jiddischen Historiker und der Kampf um eine jüdische Geschichte des Holocausts) liefert Mark L. Smith die folgenden Kurzporträts:

„Ginsburg und Zinberg erproben die Möglichkeit, jüdische Geschichtswissenschaft in der Sprache des Volkes zu schreiben. Schiper wechselt mitten in seiner Karriere die Sprache. Ringelblum und Mahler, die sich stark nach links orientieren - und sich bei einer neuen Generation von Historikern für das Jiddische einsetzen. Friedman hält sich in der Mitte - aber auch auf Jiddisch. Die polnische Gruppe zieht sich nach innen; Tcherikower strebt nach einer pan-aschkenasischen Geschichte auf Jiddisch. Shatzky, der jiddische Kolumbus, erweitert das Gebiet der jiddischen Wissenschaft um die Neue Welt.“

Die folgende, im steten Aufbau begriffene Übersicht erhebt keinen Anspruch auf Aktualität oder Vollständigkeit. Es gibt viele weitere jiddischsprachige Persönlichkeiten, die sich mit der Geschichte und Kultur des jüdischen Volkes beschäftigt haben. Ein Schwerpunkt liegt auf jiddischsprachigen  Historikern einer jüdischen Geschichte des Holocaust.

## Liste
- Simon Dubnow (1860–1941), russischer Historiker und Theoretiker des Judentums, der für seine Arbeit zur Geschichte des jüdischen Volkes bekannt ist (Weltgeschichte des jüdischen Volkes), schrieb auch in Jiddisch
- Saul M. Ginsburg (1866–1940), russisch-jüdischer Historiker
- Israel Zinberg (1873–1938), Verfasser von Di geshikhṭe fun der liṭeraṭur bay Yidn
- Israil Sosis (1878–nach 1936), russischer Historiker
- Elias Tcherikower (1881–1943), Historiker, Erforschung des Antisemitismus in der Ukraine
- Ignacy Schiper (1884–1943), polnischer Historiker
- Jacob Shatzky (1893–1956), Historiker, Literatur- und Theaterkritiker, Herausgeber, Bibliograf, Lexikograf, Dozent, Lehrer und Bibliothekar
- Raphael Mahler (1899–1977), in Galizien geborener Historiker
- Emanuel Ringelblum (1900–1944), Historiker und Aktivist, der während des Zweiten Weltkriegs das Warschauer Ghetto-Archiv gründete, um die Geschichte und das Schicksal der jüdischen Gemeinde in Polen zu dokumentieren
- Philip Friedman (1901–1960), polnisch-amerikanischer Historiker
- Israel Kaplan (1902–2003), Mitgründer und Leiter der Zentralen Historischen Kommission (Tsentraler Historisher Komisye) in München zur Erfassung und Erforschung des Holocausts[2]
- Isaiah Trunk (1905–1981), Historiker des Holocaust
- Mark Dworzecki (1908–1975), Historiker, Überlebender des Wilnaer Ghettos
- Dovid Katz (* 1956), in Litauen lebender US-amerikanischer Jiddist und politischer Aktivist